# Cairo (Géorgie)
Pour les articles homonymes, voir Cairo.
La ville de Cairo est le siège du comté de Grady en Géorgie, aux États-Unis. Sa population est de 9 607 habitants selon le recensement de 2010.

## Démographie
| Groupe                           | Cairo | Géorgie | États-Unis |
| -------------------------------- | ----- | ------- | ---------- |
| Afro-Américains                  | 48,2  | 30,5    | 12,6       |
| Blancs                           | 40,5  | 59,7    | 72,4       |
| Autres                           | 7,8   | 4,1     | 6,2        |
| Métis                            | 2,1   | 2,1     | 2,9        |
| Asiatiques                       | 0,7   | 3,3     | 4,8        |
| Amérindiens                      | 0,6   | 0,3     | 0,9        |
| Total                            | 100   | 100     | 100        |
|                                  |       |         |            |
| Hispaniques et Latino-Américains | 14,4  | 8,8     | 16,7       |

Selon l'American Community Survey, pour la période 2011-2015, 84,38 % de la population âgée de plus de 5 ans déclare parler l'anglais à la maison, 14,51 % l'espagnol et 1,12 % une autre langue.
| 1880 | 1890 | 1900 | 1910  | 1920  | 1930  |
| ---- | ---- | ---- | ----- | ----- | ----- |
| 75   | 521  | 690  | 1 505 | 1 908 | 3 169 |

| 1940  | 1950  | 1960  | 1970  | 1980  | 1990  |
| ----- | ----- | ----- | ----- | ----- | ----- |
| 4 653 | 5 577 | 7 427 | 8 061 | 8 777 | 9 035 |

| 2000  | 2010  | - | - | - | - |
| ----- | ----- | - | - | - | - |
| 9 239 | 9 607 | - | - | - | - |

## Économie
La station de radio FM WWLD (102.3) est basée à Cairo. La station de télévision locale W02CI partage ses studios entre Cairo et Thomasville.
En 2007, le revenu moyen par foyer est estimé à 26 055 dollars, contre 49 139 dollars en moyenne dans l'État de Géorgie.
Le Grady County Museum est la principale curiosité touristique de la ville.

## Natifs célèbres
- Teresa Edwards, joueuse professionnelle de basket-ball, médaille d'or aux Jeux olympiques.
- Willie Harris, joueur de baseball membre de l'équipe des White Sox de Chicago, championne en 2005.
- Jackie Robinson, joueur de baseball membre du Temple de la renommée du baseball.
- Mickey Thomas, chanteur du groupe Jefferson Starship.
- Matthew Robinson, frère ainé de Jackie. Médaille d'argent aux Jeux olympiques sur 200 mètres derrière Jesse Owens.